# كأس الاتحاد الأوروبي 1975–76
كأس الاتحاد الأوروبي 1975–76 هو الموسم الخامس من بطولة كأس الاتحاد الأوروبي. أقيم بمشاركة 64 فريقاً، وحقق ليفربول الإنجليزي لقب البطولة للمرة الثانية في تاريخه بعد فوزه في النهائي على كلوب بروج البلجيكي بنتيجة 4-3 في مجموع المباراتين.